# Xanthorhoe nebulosa
Xanthorhoe nebulosa är en fjärilsart som beskrevs av Alfred Philpott 1917. Xanthorhoe nebulosa ingår i släktet Xanthorhoe och familjen mätare. Inga underarter finns listade i Catalogue of Life.